# Paraprotopteryx
Paraprotopteryx is een geslacht van uitgestorven vogels uit het Vroeg-Krijt van het huidige China, behorend tot de Enantiornithes. De enige benoemde soort is Paraprotopteryx gracilis.

## Vondst en naamgeving
Het Tianyu Natural Museum of Shandong Province verwierf via de illegale fossielenhandel een vogelskelet dat gevonden zou zijn bij Fengning in de provincie Hebei.
In 2007 benoemden en beschreven Zheng Xiaoting, Zhang Zihui en Hou Lianhai de typesoort Paraprotopteryx gracilis. De geslachtsnaam betekent 'nabij Protopteryx' en verwijst naar en vermeende gelijkenis met dat geslacht. De soortaanduiding betekent 'elegant' in het Latijn.
Het holotype STM V001 is vermoedelijk gevonden in de Qiaotouafzetting van de Huajiyingformatie die dateert uit het Aptien en ongeveer 122 miljoen jaar oud is. Oorspronkelijk werd gedacht dat het fossiel uit de Yixianformatie stamde. Het holotype bestaat uit een skelet met schedel platgedrukt op meerdere aaneensluitende platen die voorzien zijn van tegenplaten. Bij het onderzoek bleek dat het plaatgedeelte met de kop en nek van een ander dier zijn dat door de fossielenhandelaren aan de plaat met de romp gevoegd was om de waarde ervan te verhogen zoals bewezen werd door het voorkomen van twee linkerravenbeksbeenderen in het geheel. De beschrijving is slechts gebaseerd op het rompgedeelte; of de kop althans tot dezelfde soort behoort, is onbekend. Staartveren zijn zichtbaar. Het betreft een jongvolwassen individu.

## Beschrijving
Paraprotopteryx is een vrij kleine vogel. De vermeende gelijkenis met Protopteryx bestaat in feite niet; beide taxa delen slechts synapomorfieën die veel grotere groepen typeren.
De beschrijvers stelden verschillende onderscheidende kenmerken van het skelet voor maar die bleken achteraf plesiomorfieën te zijn of gebaseerd op het verwarren van stukken rib met echter eigenschappen van het vorkbeen en het borstbeen. Paraprotopteryx heeft daarom weinig aandacht gekregen in de literatuur.
In 2007 was het echter voor de eerste keer dat een lid van de Enantiornithes gemeld werd met vier staartveren. De veren hebben een lengte van 101,2 millimeter en zijn daarmee anderhalfmaal zo lang als de romp. Ze zijn zeer langgerekt, kaarsrecht en evenwijdig naar achteren lopend, in een lichte spreiding. Over het grootste deel van hun lengte bestaan ze uit een bandvormige schacht. Alleen het achtergedeelte draagt een ovale verbreding met baardjes. De twee buitenste veren hebben een iets kleinere verbreding die meer naar buiten gericht is. Twee paar lange veren zijn later ook aangetroffen bij Shanweiniao maar de bouw daarvan is niet goed te bepalen, zodat ze als een onderscheidend kenmerk van Paraprotopteryx kunnen gelden. In 2012 werd door de beschrijvers van Shanweiniao gesteld dat bij Paraprotopteryx ook deze extra veren wel eens vervalst zouden kunnen zijn. Ze liggen echter op eenzelfde stuk plaat als de middelste veren en zijn ook op de tegenplaat waarneembaar.

## Fylogenie
Paraprotopteryx werd in 2007 in de Enantiornithes geplaatst. De precieze fylogenetische positie is onzeker.